# Vladislav Nevednicii
Pour les articles homonymes, voir Nevednichy.
Vladislav Nevednicii ou Nevednichy est un joueur d'échecs roumain né le 3 septembre 1969 en Union soviétique. Grand maître international en 1993, il a représenté la Moldavie après la dissolution de l'URSS, puis, depuis 1994, la Roumanie.
Au 1er mars 2019, il est le septième joueur roumain avec un classement Elo de 2 532 points.

## Biographie et carrière
Né en URSS, Nevednicii représenta la Moldavie lors de l'Olympiade d'échecs de 1992 à Manille et du championnat d'Europe d'échecs des nations en 1992. À partir de 1994, il représenta la Roumanie dans les compétitions internationales. Il a participé avec la Roumanie à huit olympiades (de 1994 à 2014) et à sept championnats d'Europe par équipe (de 1999 à 2017). 
Il remporta le championnat de Roumanie en 2008 et 2012. En 2000, il finit premier du tournoi zonal de Budapest, ce qui le qualifiait pour le championnat du monde Fide de 2000.
Lors du Championnat du monde de la Fédération internationale des échecs 2000, à New Delhi, il fut éliminé au deuxième tour par Jeroen Piket.
Lors de la Coupe du monde d'échecs 2007 à Khanty-Mansiïsk, il fut éliminé au deuxième tour par Laurent Fressinet après avoir battu au premier tour Konstantin Landa.